# Rhaebo nasicus
Rhaebo nasicus är en groddjursart som först beskrevs av Werner 1903.  Rhaebo nasicus ingår i släktet Rhaebo och familjen paddor. IUCN kategoriserar arten globalt som livskraftig. Inga underarter finns listade i Catalogue of Life.